# Psychologia muzyki
Psychologia muzyki – dziedzina psychologii, która zajmuje się głównie oddziaływaniem muzyki na człowieka, ale również fazami rozwoju słuchu muzycznego oraz uwarunkowaniami psychologicznymi ludzi tworzących i wykonujących muzykę.